# Castejón (Navarra)
Castejón és un municipi de Navarra, a la comarca de Tudela, dins la merindad de Tudela. Limita amb Valtierra al nord, Tudela al sud i est, al sud-oest amb Corella i Alfaro (La Rioja) a l'oest.

## Demografia
| Evolució demogràfica | Evolució demogràfica | Evolució demogràfica | Evolució demogràfica | Evolució demogràfica | Evolució demogràfica | Evolució demogràfica | Evolució demogràfica | Evolució demogràfica | Evolució demogràfica | Evolució demogràfica |
| 1996                 | 1998                 | 1999                 | 2000                 | 2001                 | 2002                 | 2003                 | 2004                 | 2005                 | 2006                 | 2007                 |
| -------------------- | -------------------- | -------------------- | -------------------- | -------------------- | -------------------- | -------------------- | -------------------- | -------------------- | -------------------- | -------------------- |
| 3 173                | 3 179                | 3 149                | 3 143                | 3 247                | 3 360                | 3 438                | 3 529                | 3 698                | 3 887                | 3 964                |
| Fonts: i             |                      |                      |                      |                      |                      |                      |                      |                      |                      |                      |